# Frascati
Frascati é uma comuna italiana da região do Lácio, província de Roma, com cerca de 19.303 habitantes. Estende-se por uma área de 22 km², tendo uma densidade populacional de 877 hab/km². Faz fronteira com Grottaferrata, Monte Porzio Catone, Roma.
As missões da Agência Espacial Europeia Earth Observation (Observação da Terra) são planeadas na ESRIN, nesta cidade.

## Demografia
| Variação demográfica do município entre 1861 e 2011                               |
|                                                                                   |
| Fonte: Istituto Nazionale di Statistica (ISTAT) - Elaboração gráfica da Wikipedia |